# Chodadad Azizi
Khodadad Azizi (anhörenⓘ persisch خداداد عزیزی Chodadad ʿAzizi; * 22. Juni 1971 in Fariman) ist ein ehemaliger iranischer Fußballspieler.

## Karriere
Azizi spielte zu Beginn seiner Fußballerkarriere bei Abu Moslem Mashhad und FC Bahman Karadsch. Der Nationalstürmer kam 1997 von Persepolis Teheran zum 1. FC Köln. In der Bundesliga kam er dort zu 20 Einsätzen und erzielte dabei insgesamt fünf Tore. Als der Club im Jahr 1998 in die 2. Bundesliga abstieg, blieb Azizi dem Kölner Traditionsverein treu. Nach dem Wiederaufstieg in die Bundesliga aber verließ er den Verein im Jahr 2000 in Richtung USA, wo er einen Vertrag bei den San José Earthquakes unterschrieb. Nur ein Jahr später wechselte er zu al-Nasr SC in die Vereinigten Arabischen Emirate, um sich kurze Zeit später dem iranischen Traditionsklub Pas Teheran anzuschließen. Er spielte vier Jahre für die „Grünen“ und erzielte insgesamt 23 Treffer. Im Jahr 2005 zog es ihn wieder nach Europa. Er erhielt in Österreich einen Vertrag beim VfB Admira Wacker Mödling, den er aber nach kurzer Zeit wieder verließ. Als Grund nannten beide Seiten unüberwindbare Differenzen zwischen dem damaligen Trainer und Azizi. Danach kehrte er in den Iran zurück und spielte jeweils eine Saison für den Oghab FC und Rah Ahan. Im Jahr 2006 beendete Azizi seine Laufbahn als aktiver Fußballer.
Khodadad Azizi bestritt insgesamt 47 Länderspiele für die iranische Fußballnationalmannschaft, in denen er elf Tore erzielte.
Anfang 2007 begann er eine Trainerlaufbahn bei Abu Moslem Mashhad. Nach nur einem Jahr dort erhielt er jedoch im Oktober 2007 eine fristlose Kündigung. Seit 2008 ist Azizi als Technischer Direktor bei Payam Mashhad beschäftigt, mit denen er kürzlich den Aufstieg in die IPL schaffte.

### Erfolge, Ehrungen und Auszeichnungen

#### Vereinstitel
- 1994/95 Iranischer Pokalsieger mit dem FC Bahman Karadsch
- 1996/97 Iranischer Meister mit Persepolis Teheran
- 2003/04 Iranischer Meister mit Pas Teheran

#### Iranische Fußballnationalmannschaft
- 1996 Asienmeisterschaft in den Vereinigten Arabischen Emiraten (Dritter Platz)
- 1998 Fußball-Weltmeisterschaft in Frankreich (nach der Vorrunde ausgeschieden)

#### Auszeichnungen
- 1996 Asiens Fußballer des Jahres
- 1996 Spieler des Turniers bei den Asienmeisterschaften in den Vereinigten Arabischen Emiraten